# Oddur Þórarinsson
Oddur Þórarinsson (1230 – 1255) fue un caudillo medieval de Islandia que tuvo un papel relevante durante la guerra civil islandesa, episodio histórico conocido como Sturlungaöld. Pertenecía al clan familiar de los Svínfellingar, hijo de Þórarin Jónsson (1292 - 1241) y hermano del goði Þorvarður Þórarinsson. Tenía su hacienda en Valþjófsstaður.
Cuando Gissur Þorvaldsson viajó a Noruega en 1254 tras la tragedia de Flugumýrarbrenna, encomendó a Oddur el gobierno de Skagafjörður, algo que Eyjólfur ofsi Þorsteinsson y Hrafn Oddsson no iban a consentir y le atacaron el 14 de enero de 1255. Tras una defensa heroica, Oddur prefirió suicidarse antes que sucumbir ante el enemigo. Su hermano Þorvarður se encargaría de vengarle en la batalla de Þverárfundur.
La esposa de Oddur era Randalín Filippusdóttir, nieta de Sæmundur Jónsson. Ambos tenían dos hijos en común, Guðmund y Ríkizu. Tras la muerte de su esposo regresó a Valþjófsstaður. 